# Spillertrupper under OL i fodbold 2012 (kvinder)
|  | Denne artikel eller sektion om sport er forældet eller ikke opdateret. Se artiklens diskussionsside eller historik. |

 For alternative betydninger, se Spillertrupper under OL i fodbold 2012. (Se også artikler, som begynder med Spillertrupper under OL i fodbold 2012)
Denne artikel handler om spillertrupperne i kvindernes fodbolturnering under sommer-OL 2012. Hvert hold bestod af atten spillere, hvoraf højst tre måtte være født før den 1. januar 1989. Minimum to målmænd (plus en ekstra som reserve) skulle indgå i truppen.

## Gruppe E

### Storbritannien
Træner:  Hope Powell